# Mueslibol

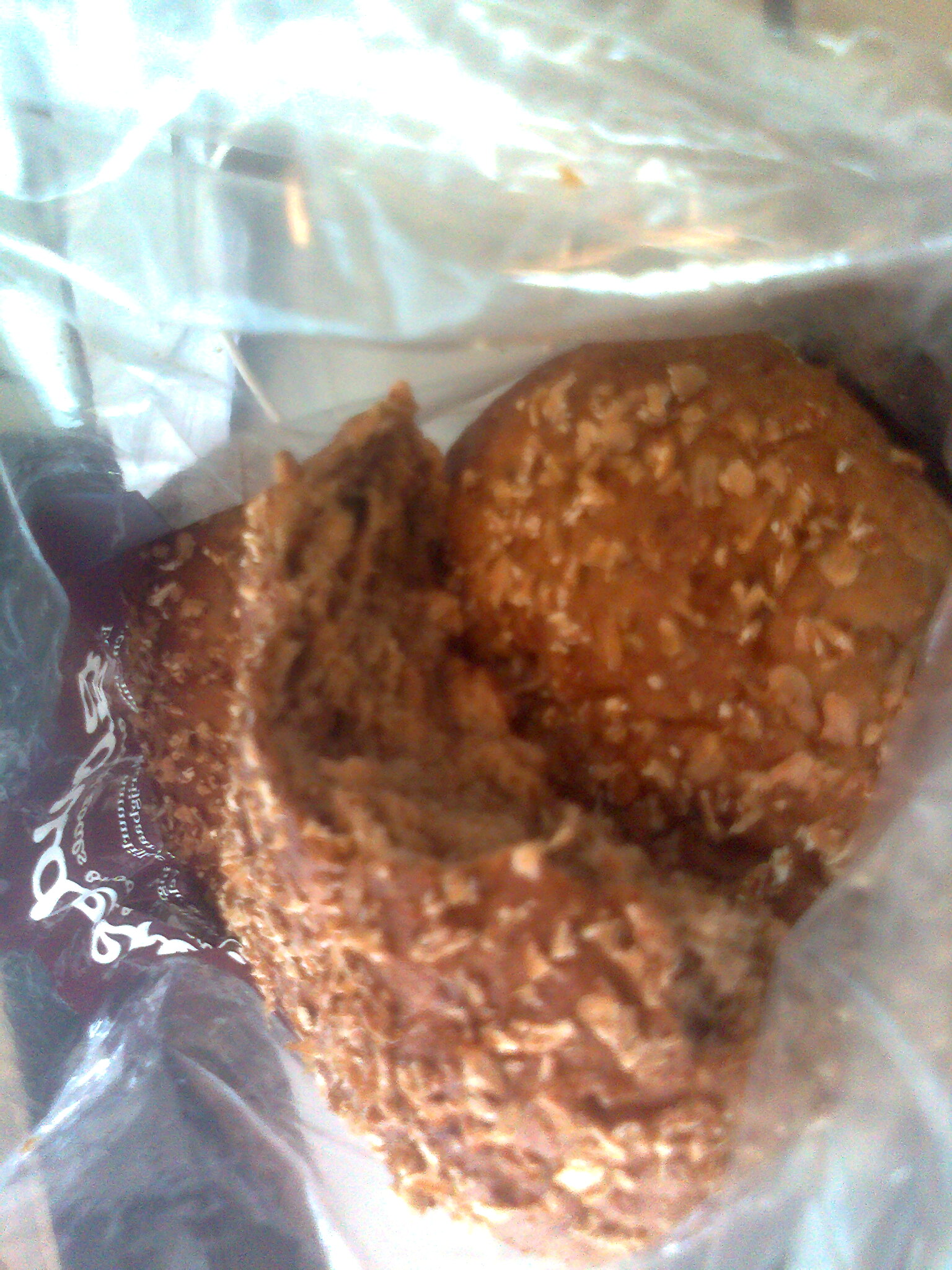
Mueslibol, een hele en een halve

Een mueslibol is een rond broodje, ongeveer zo groot als een krentenbol. Mueslibollen zijn meestal gemaakt met volkorenmeel en hebben rozijnen en noten als vulling. Als decoratie worden meestal graanvlokken gebruikt. Door de samenstelling is dit broodje meestal iets droger dan een gewone krentenbol. 